# Crooks (Fernsehserie)
Crooks (Arbeitstitel: Criminel) ist eine deutsche Fernsehserie aus dem Jahr 2024 mit Frederick Lau und Christoph Krutzler, die unter der Regie von Showrunner Marvin Kren sowie von Cüneyt Kaya (drei Folgen) und  nach einem Drehbuch von Marvin Kren, Benjamin Hessler und Georg Lippert entstand. Die Serie wurde am 4. April 2024 auf Netflix veröffentlicht und um eine zweite Staffel verlängert.

## Handlung
Charly Markovic ist ein ehemaliger Tresorknacker, der mit seiner Frau Samira und ihrem Sohn Jonas in Berlin lebt und für einen Schlüsseldienst arbeitet. Deren Leben wird von Charlys früheren Bekannten, einer serbischen Einbrecherbande, bedroht, und er selbst wird zum Raub einer russischen Goldmünze gezwungen. Bewacht wird sie von dem in Berlin beheimateten arabischen Al-Walid-Clan.
Joseph Muckstein ist Fahrer des Bachofner-Clans aus Wien, der die Beute nach Österreich bringen soll. Allerdings schlägt der Plan fehl, und es kommt zu einer Schießerei, bei der ein Mitglied des arabischen Clans und einer der serbischen Einbrecher getötet werden.
Charly gerät zwischen die Fronten des Al-Walid-Clans, der Einbrecherbande, dem Wiener Rotlicht-König Frank Bachofner und der Mafia in Marseille. Charly und Joseph müssen fliehen und Charlys Familie in Sicherheit bringen. Für die beiden beginnt ein Roadtrip über drei Ländergrenzen.

## Produktion und Hintergrund
Die Dreharbeiten zur ersten Staffel fanden unter dem Arbeitstitel Criminel statt, gedreht wurde unter anderem in Berlin, Wien und Marseille. Die Serie wurde von der deutschen Wiedemann & Berg Television (Produzenten Max Wiedemann und Quirin Berg) produziert, die Serviceproduktion in Österreich übernahm die epo Film (Jakob Pochlatko). Unterstützt wurde die Produktion vom German Motion Picture Fund.
Die Kamera führten Xiaosu Han und Andreas Thalhammer, die Musik schrieben Stefan Will und Schallbauer (Robert Henke), die Montage verantworteten Jan Hille, Christoph Brunner und Christoph Loidl. Das Kostümbild gestalteten Silke Faber und Anna Ostby und das Szenenbild Verena Wagner.
Als grobe Vorlage diente Der Panther wird gehetzt (1960) mit Lino Ventura und Jean-Paul Belmondo, inspiriert wurde Kren vom Diebstahl einer Goldmünze aus dem Berliner Bode-Museum 2017. Zusätzlich zur österreichischen Sprachfassung wurde für Deutschland eine deutsche Fassung produziert. Dem im April 2023 verstorbenen Darsteller Karl Welunschek wurde die erste Folge gewidmet.
Die Dreharbeiten zur zweiten Staffel fanden 2025 unter anderem im Thailand und in Wien statt.

## Rezeption

### Kritiken
Alexandra Knief befand im Weser Kurier, dass das besondere Verhältnis der beiden viel zu netten Gangster der Serie ihren Charme verleihe. Insgesamt sei dies keine Serie, die man so nebenbei laufen lassen könne, wer hier nicht aufpasse, verliere schnell den Faden. In der Mitte plätscherten die Folgen allerdings etwas vor sich hin. Später nehme das Geschehen aber glücklicherweise wieder an Fahrt auf, bis es schließlich in einem fulminanten Finale gipfle.
Julian Weinberger meinte auf prisma.de, dass es sowohl an inhaltlicher Tiefe als auch an echten Typen fehle. Zwar harmonierten Lau und Krutzler ganz gut, doch ihre Chemie gehe zwischen recht stereotypisch gezeichneten Bösewichten verloren. Statt eines facettenreichen Milieustücks à la 4 Blocks bleibe Crooks eher als Netflix-Serie von der Stange in Erinnerung.
Axel Weidemann schrieb in der Frankfurter Allgemeinen Zeitung, dass der Gangstergeschichte in ihrer Atemlosigkeit bald die Puste ausgehe. Diese sei zunächst unterhaltsam, weil Schnitt und Kamera gekonnt Gas geben. Lau und Krutzler entwickelten in ihren zahlreichen Prügelszenen fast schon die Qualitäten einer zeitgemäßen Version von Bud Spencer und Terence Hill. Doch irgendwann seien genug harte Dinge auf Schädelknochen getroffen, drehen Drohungen hohl, werde das Hin und Her beliebig.
Oliver Armknecht vergab auf film-rezensionen.de sechs von zehn Punkten. Die Serie biete ein Wechselbad der Gefühle und wirke zunächst ziemlich generisch. Danach werde es spaßiger, bevor dann im Mittelteil die Puste ausgehe. Zum Schluss werde es wieder besser, unbedingt gesehen haben müsse man den Krimithriller aber nicht.

### Abrufe
Nach dem Start belegte die Produktion Platz eins der deutschen und österreichischen Serien-Charts auf Netflix und in der Woche vom 1. bis zum 7. April 2024 Platz 10 in den gebündelten Serien-Charts verschiedener Streamingdienste von JustWatch.
Im ersten Halbjahr 2024 verzeichnete die erste Staffel insgesamt 15,7 Millionen Views und lag damit hinter Das Signal auf Platz zwei der seriellen Inhalte aus der DACH-Region.

## Auszeichnungen und Nominierungen
Deutscher Fernsehpreis 2024
- Nominierung in der Kategorie Beste Regie Fiktion (Marvin Kren, Cüneyt Kaya)[18]

Blauer Panther – TV & Streaming Award 2024
- Auszeichnung für Marvin Kren als Creator und Showrunner[19][20]

Bambi-Verleihung 2024
- Nominierung in der Kategorie Beste Serie[21][22]